# Osowo (powiat goleniowski)
Osowo – osada sołecka w Polsce położona w województwie zachodniopomorskim, w powiecie goleniowskim, w gminie Nowogard.
W latach 1975–1998 miejscowość położona była w województwie szczecińskim.
Znajdowała się tu dawniej rezydencja rodu von Dewitz, po 1945 ulokowano tu Państwowe Gospodarstwo Rolne. W rozległym parku starodrzew z pomnikami przyrody m.in. "Przyjaciele" - dwa buki zrośnięte z dębem i trzy stare dęby.